# Миракс Египатски
Свети мученик Миракс Египатски или Миракс Мисирац је египатски православни мученик и светитељ из 7. века.
Рођен је у хришћанској породици која је живела у граду Танис (Египат) у 7. веку. Одрастао је у хришћанској побожности, али попустио је искушењу и прихватио ислам.
Његови родитељи, туговали су због тога и непрекидно се молили за њега. Он се дубоко покајао и вратио се кући. Родитељи су га саветовали да призна свој пад и да покаже своје покајање. Свети Миракс их је послушао. Око 640. године отишао је пред Емира и објавио му да је поново постао хришћанин. Владар га је осудио на казну мучења, након чега је светитељ посечен и бачен у море.
Православна црква га прославља 11. децембра по црквеном календару.